# فرنسيس ر. ديلانو
فرنسيس ر. ديلانو (بالإنجليزية: Francis R. Delano)‏ هو محامي أمريكي، ولد في 6 سبتمبر 1842 في لوكبورت في الولايات المتحدة، وتوفي في 6 أبريل 1892 في جاكسونفيل في الولايات المتحدة.